# Neisseriaceae
Le Neisseriaceae sono una famiglia di proteobatteri. Mentre molti organismi della famiglia sono commensali dei mammiferi o di una parte della Plantae, il genere dei Neisseria include due importante patogeni umani, essi sono infatti responsabili della gonorrea e di molti casi di meningite. Facendo parte dei proteobatteri, le Neisseriaceae sono strettamente aerobiche, Gram-negative, si presentano normalmente in coppia (diplococci), e posseggono raramente flagelli.